# Triantha
Triantha là một chi thực vật có hoa trong họ Tofieldiaceae.